# Анин Халкидонский
Ани́н Халкидо́нский (греч. Ανίνας Χαλκηδόνας) — христианский святой, чудотворец, почитается как преподобный. Дни памяти в православной церкви — 26 и 31 марта.

## Жизнеописание
Описание жизни святого Анина основывалось (до начала XXI века) на двух агиографических текстах: грекоязычного жития, вставленного во второй половине XII века в Константинопольский Синаксарь и панегирика ритора XIV века Феодора Иртакина. Оба текста отличаются своей малоинформативностью. Это давало основание утверждать, что биография Анина не содержит хронологических данных. Но существует ещё и третий вариант жития, сохранившийся в славянском переводе. Имеются не опубликованные тексты об Анине — канон Иосифа Песнописца и сирийское жизнеописание Анина Якова Саругского
Анин родился, предположительно, в 488 году в Халкиде (ныне Киннасрин) в христианской семье. В 15 лет остался сиротой, ушёл в монастырь и принял иноческий постриг в монашество. По легенде, в пустынном месте, куда отправился Анин, не было воды, и он носил воду из Евфрата в маленьком сосуде. Однажды, когда он не успел ещё далеко отойти от жилища, ему явился ангел и наполнил сосуд водой. В округе распространилась молва, что Анин обладает даром пророчества и исцеления, и многие стали приходить к нему. Святой лечил не только людей, но и животных, над которыми Господь даровал ему власть, снимал «порчу». По его молитвам не раз чудесным образом наполнялись водой сосуды и колодец близ его жилища. По преданию, перед смертью Анин увидел горний Иерусалим и посланцев Господа — Моисея, Аарона и Ора, чему были свидетелями присутствовавшие при его кончине иноки. Анин прожил 110 лет и сам предсказал время своей смерти.